# Браво!
«Браво!» (рум. Aferim!) — румунський історико-драматичний фільм, знятий Раду Жуде. Він брав участь у головному конкурсі Берлінського кінофестивалю 2015, де Раду Жуде отримав «Срібного ведмедя» за найкращу режисуру. Здійснена в копродукції Болгарією, Чехією та Францією прем'єра кінострічки «Браво!» відбулась в румунських кінотеатрах 6 березня 2015 року.
Дія фільму відбувається у Волощині на початку ХІХ-го сторіччя, коли всі цигани були рабами. Румунський військовий чиновник на ім'я Констандін разом зі своїм сином шукає цигана-раба, який втік з маєтку боярина після роману з його дружиною, Султаною.

## У ролях
- Теодор Корбан — Констандін
- Міхай Команоіу — Іоніце
- Тома Кузін — Карфін Пандолеан
- Олександру Дабіджа
- Лумініца Георгіу
- Віктор Ребенчук
- Шербан Павлу

## Виробництво

### Знімання
Фільм був знятий в Добруджі, у Національному природному парку Гори Мечінулуй та в зоні Джурджі. Переважна більшість декорацій були реконструйовані, щоб відобразити турецький вплив. Звідси й назва фільму «Аферім!», яка в перекладі означає «Браво!». Для правдоподібності був залучений історичний консультант Констанца Вінтіле-Гіцулеску.

## Сприйняття
«Найбільш досконалий та оригінальний фільм, створений режисером Раду Жуде дотепер», — написало видання Variety. The Hollywood Reporter також хвалить стрічку Раду Жуде: «„Браво!“ це жорстокий урок історії, змальований гумором та класичними елементами вестерну».